# Henri Theil
Pour les articles homonymes, voir Theil.
Henri Theil (13 octobre 1924 à Amsterdam - 20 août 2000) est un professeur en économétrie.

## Biographie
Il est diplômé de l'université d'Amsterdam. Il fut le successeur de Jan Tinbergen à l'université Érasme de Rotterdam. Plus tard, il a enseigné à Chicago et à l'université de Floride. Il est plus célèbre pour l'indice de Theil ainsi que le U de Theil qui permet de tester la qualité prédictive d'un modèle de séries temporelles.

## Publications
- (en) Linear Aggregation of Economic Relations, Amsterdam, North-Holland, Contributions to Economic Analysis, 1965, 205 p.
- (en) Economics and Information Theory, Amsterdam, North-Holland, Studies in Mathematical and Managerial Economics, 1967, 488 p.
- (en) Applied Economic Forecasting, New York, North-Holland, Studies in Mathematical and Managerial Economics, 1971, 474 p.